# 山下文男
山下 文男（やました ふみお、1924年〈大正13年〉1月16日 - 2011年〈平成23年〉12月13日）は、いわゆる「津波てんでんこ」を広めた日本の津波災害史研究家。元日本共産党中央委員会文化部長。『津波ものがたり』で「日本自然災害学会賞」功績賞、「平成15年度防災功労者表彰」などを受賞。

## 経歴・人物
1924年1月16日生まれ。岩手県気仙郡綾里村（現大船渡市三陸町綾里）出身。1896年の明治三陸津波では、山下の祖母ら親族3人を含む一族9人が溺死した。1933年の9歳の時にも昭和三陸津波に遭い、高台に登って難を逃れた。この時期の昭和東北大凶作も体験している。
1967年の善隣学生会館事件について、「井上清の中傷に答える 厳然たる事実にもとづいて」を著し、歴史学者井上清による日本共産党と日中友好協会への批判に反論した。1970年代には日本共産党中央委員会文化部長を務め、民社党委員長春日一幸の発言に端を発した日本共産党スパイ査問事件の蒸し返しに対する批判や、日本共産党と創価学会との合意についての協定（共創協定；創共協定）締結などで重要な役割を果たした。のち、同党名誉幹部会委員となる。
1986年以降、歴史地震研究会会員として著述と津波防災活動に従事した。自らの体験を踏まえて近代日本の津波史を研究、『津波てんでんこ－近代日本の津波史』（新日本出版社）など多数の著作を通じて津波の恐ろしさを訴え続けた。津波の記憶を風化させまいと、学校などで体験を語る活動にも取り組んだ。
2011年3月11日の東日本大震災では岩手県立高田病院に入院中、津波に襲われた。津波到来の放送が院内に叫び声が響く中、山下も「研究者として見届けたい」と4階の海側の病室でベッドに横になりながら海を見つめていた。過去の歴史でも陸前高田市は津波被害が少なく、4階の病室ならば安心と判断したためでもある。ところが、津波が轟音と共に病院3階にぶつかるとガラスを破り一気に4階に駆け上がってきた。逃げようにも腰が抜けて動けなくなり、津波に呑まれ、2m近く室内の水位が上がる中、カーテンにしがみつき首だけをやっと出す状態だった。10分以上カーテンにしがみついた後、水が引き何とか一命を取り留めた。翌12日に海上自衛隊によって救助され、花巻市の県立東和病院に移送された。1886年に建てられ、暮らしていた綾里の自宅も津波で半壊した。
山下は後にインタビューで「津波を甘く考えていた」との反省を口にした。昭和三陸津波と比較し「今回ははるかに大きい。津波防災で検討すべき課題はたくさんある」と語った。特に、もろくも崩れた大船渡市の湾口防波堤について「海を汚染するだけで、いざというときに役に立たないことが証明された」と主張した。また、大震災を機に新装版が出された『哀史三陸大津波』の冒頭の追記において、三陸海岸が津波の常習地域であることが分かっていながら、観光への影響を恐れる余り、津波や防災に対する教育が疎かになっていなかったかと行政の問題を指摘する一方、明治三陸津波や昭和三陸津波で犠牲者を生み出す原因となった「互いに助け合おうとしての共倒れ」「津波のスピードと引き潮の猛威を無視した逃げ遅れ」「一度は逃げたのに物慾のために家に戻ってしまう」悲劇が今回も繰り返され、その中に自身の親族も含まれていたことに衝撃を受けたことを記している。
なお、原子力発電所について「全面的には否定しない」「将来の日本のエネルギー問題を考えれば、何が何でもいけないと言うわけにはいかない」と、福島第一原発事故後の日本共産党の見解と異なる考えを表明した。自身がかつてかかわった共創協定について「あれはのどかな時代だったね」と述べたという。山下は同書の中で自衛隊について、「僕はこれまでずっと自衛隊は憲法違反だと言い続けてきたが、今度ほど自衛隊を有り難いと思ったことはなかった。国として、国土防衛隊のような組織が必要だということがしみじみわかった。とにかく、僕の孫のような若い隊員が、僕の冷え切った身体をこの毛布で包んでくれたんだ。その上、身体までさすってくれた。やさしさが身にしみた。僕は泣いちゃったな。鬼の目に涙だよ。」とも語っている。
1991年『津波ものがたり』で「日本科学読物賞」「北の児童文学賞」、2000年「日本自然災害学会賞」功績賞、2003年「平成15年度防災功労者表彰」（内閣府、防災思想の普及）、2006年「岩手日報社文化賞」を受賞。
晩年は入退院を繰り返しつつも、最期まで高所移転や防災教育の必要性を訴え続けた。2011年12月13日、肺炎のため盛岡市の病院で死去した。87歳没。

## 著作

### 文化運動・政治問題
- 曹方著、山下文男訳『読書のしかた』駿台社, 1963 2版
- 『文化革命とはなにか』新日本出版社, 1967. -- (社会科学入門双書)
- 『七〇年代の文化運動』光和堂, 1972
- 『民主的文化運動の道』光和堂, 1973
- 『新しい政治と文化』新日本出版社, 1975
- 『共・創会談記』新日本出版社, 1980.6

### 津波・災害関係
- 『哀史三陸大津波』青磁社, 1982.9. -- (岩手文庫 ; 3)
- 『写真記録近代日本津波誌』青磁社, 1984.4
- 『防災講座津波の心得』青磁社, 1985.5
- 『戦時報道管制下隠された大地震・津波』新日本出版社, 1986.12
- 『綾里村鮑騒動始末記』青磁社, 1988.4
- 『今村明恒の生涯』青磁社, 1989.9
- 『哀史三陸大津波』青磁社, 1990.11
- 共著『津波ものがたり』童心社, 1990.11. -- (童心社・小学生ブックス) 、改訂新版 2011.6
- 共著『星はうつり雲は流れても－東南海大地震秘話』童心社, 1992.10. -- (ノンフィクション・ブックス)
- 共著『家も学校も焼けてしまった』新日本出版社, 1994.8. -- (新日本ジュニア文学館 ; 2)
- 山下文男編著、羽鳥徳太郎,伊藤和明監修『写真と絵で見る-明治三陸大津波』（個人出版）, 1995.6
- 『津波』あゆみ出版, 1997.9
- 『昭和東北大凶作－娘身売りと欠食児童』無明舎出版, 2001.1
- 『君子未然に防ぐ－地震予知の先駆者・今村明恒の生涯』東北大学出版会, 2002.8. -- (東北大学出版会叢書 ; 8)
- 『津波の恐怖』東北大学出版会, 2005.3. -- (東北大学出版会叢書 ; 9)
- 『津波てんでんこ』新日本出版社, 2008.1 ISBN 9784406051149
- 『津波と防災』古今書院, 2008.9. -- (シリーズ繰り返す自然災害を知る・防ぐ ; 第2巻)
- 『近代日本津波誌』日本図書センターP&S, 2008.11
- 『隠された大震災』東北大学出版会, 2009.10
- 『昭和の欠食児童』本の泉社, 2010.9
- 『哀史三陸大津波』河出書房新社, 2011.6[8]